# Henny van Kooten
Hendrik (Henny) van Kooten (Dordrecht, 2 maart 1961) is een Nederlandse SGP-politicus en bestuurder.

## Biografie
Van Kooten ging van 1977 tot 1980 naar de meao op het Altena College in Sleeuwijk. Van 1988 tot 1991 ging hij naar de heao in Breda. Van 1994 tot 1996 volgde hij een opleiding Hoger Management op het Instituut voor Sociale en Bedrijfswetenschappen. In 1984 werd hij administratief medewerker in de zorgsector en later werd hij leidinggevende en beleidsmedewerker van een zorgverzekeraar.
Daarnaast was Van Kooten van 1994 tot 2002 gemeenteraadslid in Sliedrecht. In 1998 werd Van Kooten daar wethouder met in zijn portefeuille onderwijs, Drechtsteden-overleg, belastingen, financiën en grondzaken. Vanaf 1999 was hij er ook 1e locoburgemeester. Vanaf 15 april 2008 was hij burgemeester van Noord-Beveland. Van 21 november 2014 tot 15 april 2023 was is hij burgemeester van Maasdriel. Bij zijn afscheid werd Van Kooten benoemd tot ereburger van Maasdriel.
Van Kooten is getrouwd en heeft vier kinderen.